# Robin Holt
Robin Holt (* 1966) ist Sozialwissenschaftler an der University of Liverpool. Daneben hält Holt Gastprofessuren an der Copenhagen Business School (2013) und der Schwedischen Handelshochschule (Hanken School of Economics, 2012).

## Werdegang
Robin Holt wurde der Doktortitel in Government Studies von der London School of Economics verliehen, woraufhin er in Kanzleien, in der Politik und in den Verwaltungsabteilungen verschiedener Universitäten arbeitete.
Nach akademischer Karriere an der University of Southampton, University of Bath, Manchester Metropolitan University und der University of Leeds erhielt Holt eine volle Professur an der University of Liverpool.

## Forschungsinteressen
Nach eigenen Aussagen interessiert sich Holt für Organisationstheorie im Allgemeinen sowie für Prozessphilosophie, wie sie beispielsweise auch von Holts zeitweiligem Co-Autor Robert Chia vertreten wird. In diesem Rahmen stützt sich Holt auch auf philosophische Quellen, beispielsweise Virginia Woolf, Henri Bergson, Heraklit oder Friedrich Nietzsche. Daneben beschäftigt sich Holt mit unternehmerischer Strategie, der Kunst von John Ruskin und seinen Ideen zu künstlerischem Schaffen. Weiterhin arbeitet Holt über Ethik und Urteilsvermögen und deren historische Perspektiven auf das Geschäftsgeschehen in der Wirtschaft. Schließlich untersucht Holt auch die Sprache und die Bedeutungen, die Worten, beispielsweise „Werte, Produktion, gut, Arbeit und Wohlstand“, in der Wirtschaft zugemessen werden. So untersucht Holt beispielsweise auch Sensemaking, 40 Jahre, nachdem Karl E. Weick das Thema behandelte.
Neben seiner akademischen Karriere wirkt Holt gemeinsam mit Frank den Hond in der Nachfolge zu David Courpasson als einer von zwei Chefredakteuren für die renommierte Fachzeitschrift Organization Studies und ist Board-Mitglied der European Group for Organizational Studies (EGOS). Außerdem arbeitet Holt seit 2009 als Redaktionsmitglied des Management Learning Journals.

## Ehrungen
Die Hanken School ehrt Holt 2011 mit einer Senior Research Fellowship.

## Bibliografie
Fünf Arbeiten von Holt werden in 21 Publikationen in 970 Bibliotheken vorgehalten. Zu den wichtigsten Veröffentlichungen zählen die folgenden.
- Robin Holt (1997) Wittgenstein, politics and human rights; Routledge, London
- Robin Holt (2007) Uncertainty. In: Stewart Clegg und J. Bailey (Hrsg.) International encyclopaedia of organization studies. Thousand Oaks, Sage.
- Robert Chia und Robin Holt (2007) Wisdom as learned ignorance; In: E. Kessler und J. Bailey (Hrsg.) Handbook of managerial and organizational wisdom. Thousand Oaks, Sage.
- Robin Holt und Robert Chia (2009) Strategy without design: the silent efficacy of indirect action; Cambridge University Press, Cambridge.
- Robin Holt und J. Cornelissen (2013) Sensemaking Revisited; Management Learning